# Aviv Kochavi
Aviv Kochavi (hebreu: אביב כוכבי‎; Qiryat Bialiq, 23 d'abril de 1964) és un militar israelià. Va ser Cap de l'Estat Major de les Forces de Defensa d'Israel del gener de 2019 al gener de 2023, quan va ser substituit pel general Herzi Halevi. Abans d'ocupar aquest càrrec havia estat comandant de la Divisió de Gaza, comandant del Comandament del Nord, comandant de la Brigada de Paracaigudistes i Director d'Intel·ligència Militar.

## Primers anys i educació

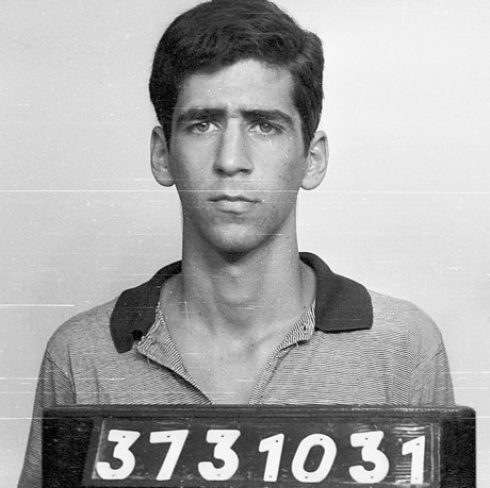
Kochavi allistat a l'exèrcit el 1982.

Kochavi va ser un dels tres fills nascuts del matrimoni entre Shaul i Riva Kochavi. El seu pare era propietari d'una botiga i la seva mare era professora d'educació física. El seu avi matern i alguns dels seus germans van emigrar a Israel des de Rússia abans de la Segona Guerra Mundial. La família del seu avi patern vivia a Cracòvia, Polònia. El seu avi, Romek-Abraham, va emigrar a Israel a la dècada de 1920, i va ser un dels pioners de la carretera 75 i un dels fundadors de l'assentament de Kiryat Haim.
Va créixer a Kiryat Bialik al districte de Haifa i va ser membre del moviment juvenil sionista laborista HaMahanot HaOlim. Va estudiar a l'escola Habonim i a l'escola ORT Kiryat Bialik.
Kochavi té una llicenciatura en filosofia per la Universitat Hebrea de Jerusalem, un màster en administració pública per la Universitat Harvard i un màster en relacions internacionals per la Universitat Johns Hopkins.
Kochavi és vegetarià, està casat i és pare de tres filles. Viu a Adi.

## Carrera militar
Kochavi va ser reclutat per les FDI el 1982. Va ser voluntari com a paracaigudista a la Brigada de Paracaigudistes i desdtinat al 890è Batalló. Va servir com a soldat i cap d'esquadra. 

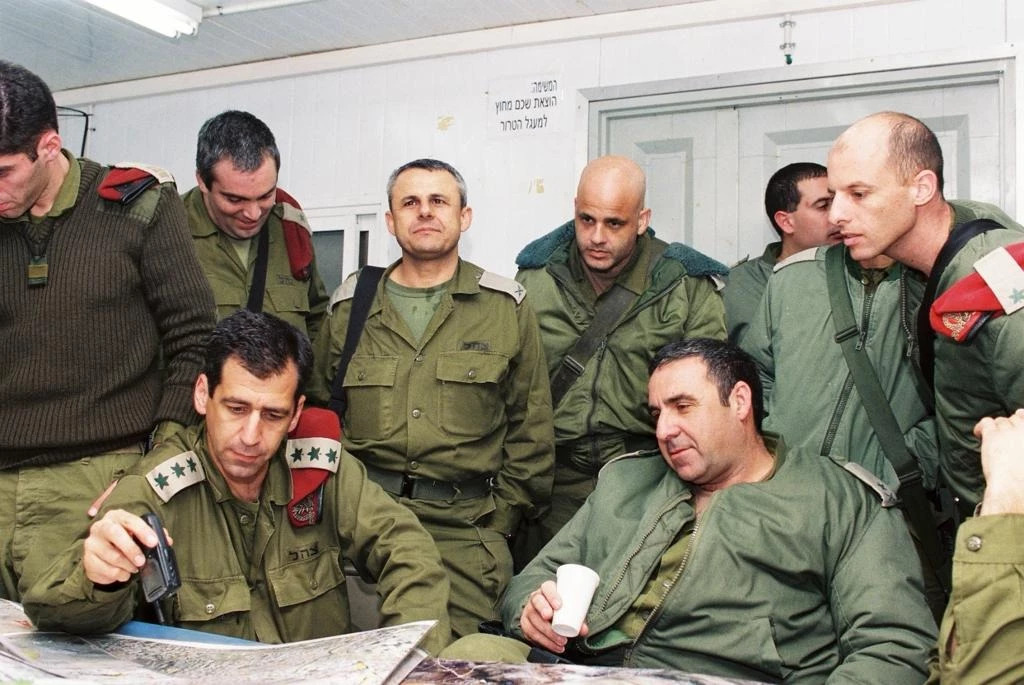
Kochavi el 2002 durant l'Operació Escut Defensiu.

El 1985 es va convertir en oficial d'infanteria després d'acabar l'Escola de Candidats a Oficials i va tornar a la Brigada de Paracaigudistes com a cap de secció. Kochavi va dirigir també la companyia antitanc de la Brigada.
Entre 1993 i 1994, va dirigir el 101è batalló de paracaigudistes "Peten" (Elapidae) en operacions de contraguerrila al sud del Líban. Després va comandar una brigada regional al sud del Líban i una brigada de paracaigudistes de reserva. Més tard va dirigir la base d'entrenament de la brigada, va ser comandant adjunt de la brigada i comandant de la brigada de paracaigudistes reservistes 551.

### Comandant de la Brigada de Paracaigudistes
El 2001, va ser nomenat comandant de la Brigada de Paracaigudistes, càrrec que va ocupar fins al 2003. Juntament amb un grup d'altres comandants de les unitats de camp, com Moshe Tamir, Yair Golan, Gal Hirsch i Noam Tibon, va ser un dels impulsors de l'actuació contra les fonts de la militància palestina durant la Segona Intifada a les kasbahs i camps de refugiats, tot i ser zones urbanes concorregudes i complicades, i malgrat les vacil·lacions del comandament superior de les FDI. Va dirigir amb èxit la brigada en una presa del camp de refugiats de Balata a Nablus el febrer de 2002.

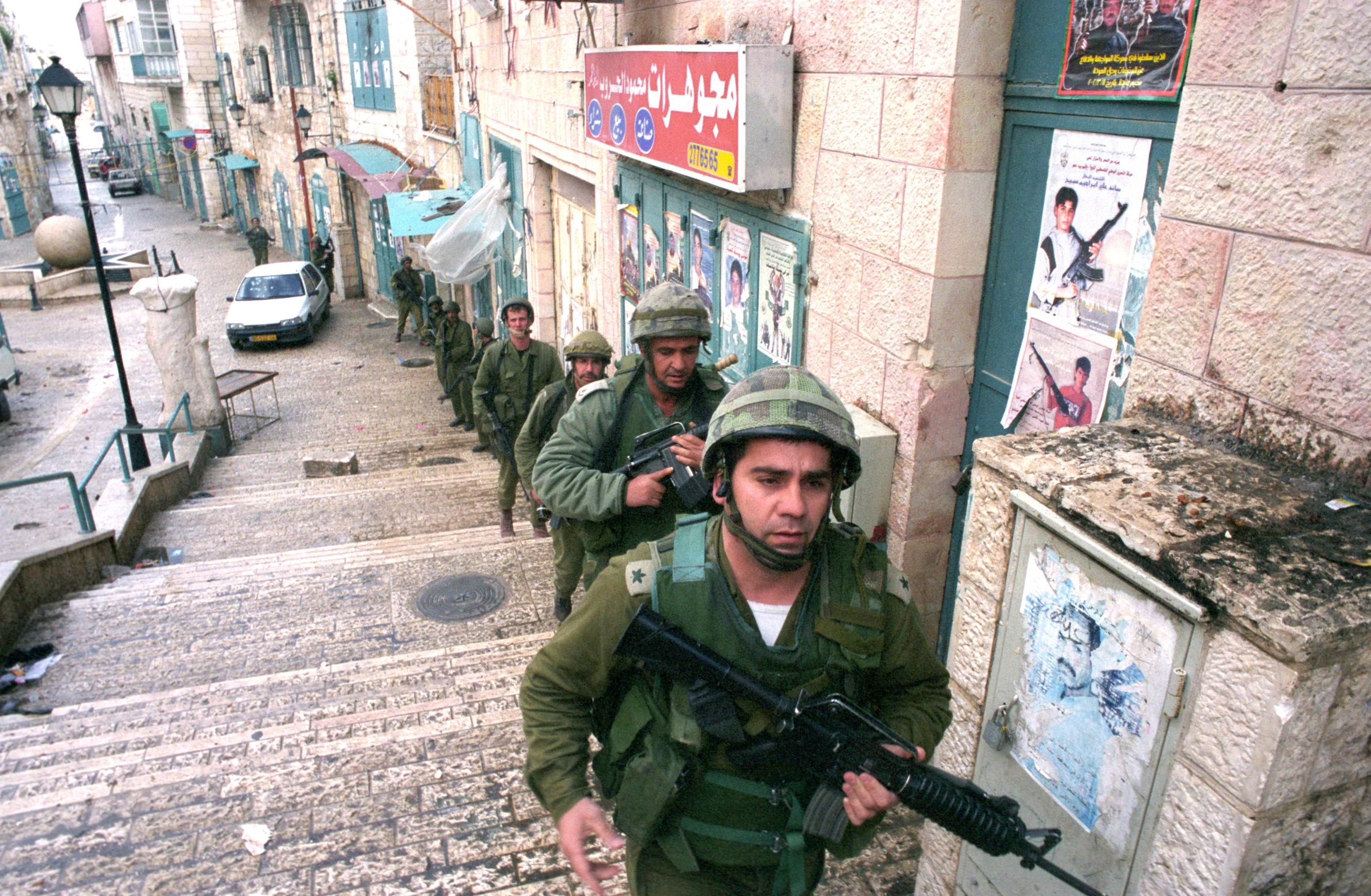
Desplegament de soldats israelians durant l'ocupació de Betlem de 2002.

Després va dirigir la brigada a l'Operació Escut Defensiu, i en altres operacions a tota Cisjordània contra la infraestructura militant palestina, entre elles la conquesta de Betlem i la imposició d'un setge a l'Església de la Nativitat, on cinquanta homes armats s'hi van fortificar retenint-hi uns 200 ostatges.
L'any 2002, durant la Segona Intifada, Kochavi va desenvolupar l'ús d'un martell de 5 kg per enderrocar murs i travessar les cases dels camps de refugiats pel mig, per evitar d'aquesta manera el foc de franctiradors contra els seus soldats. Aquesta tàctica ha estat copiada per altres exèrcits, inclòs el dels Estats Units.

### Funcions de general de brigada

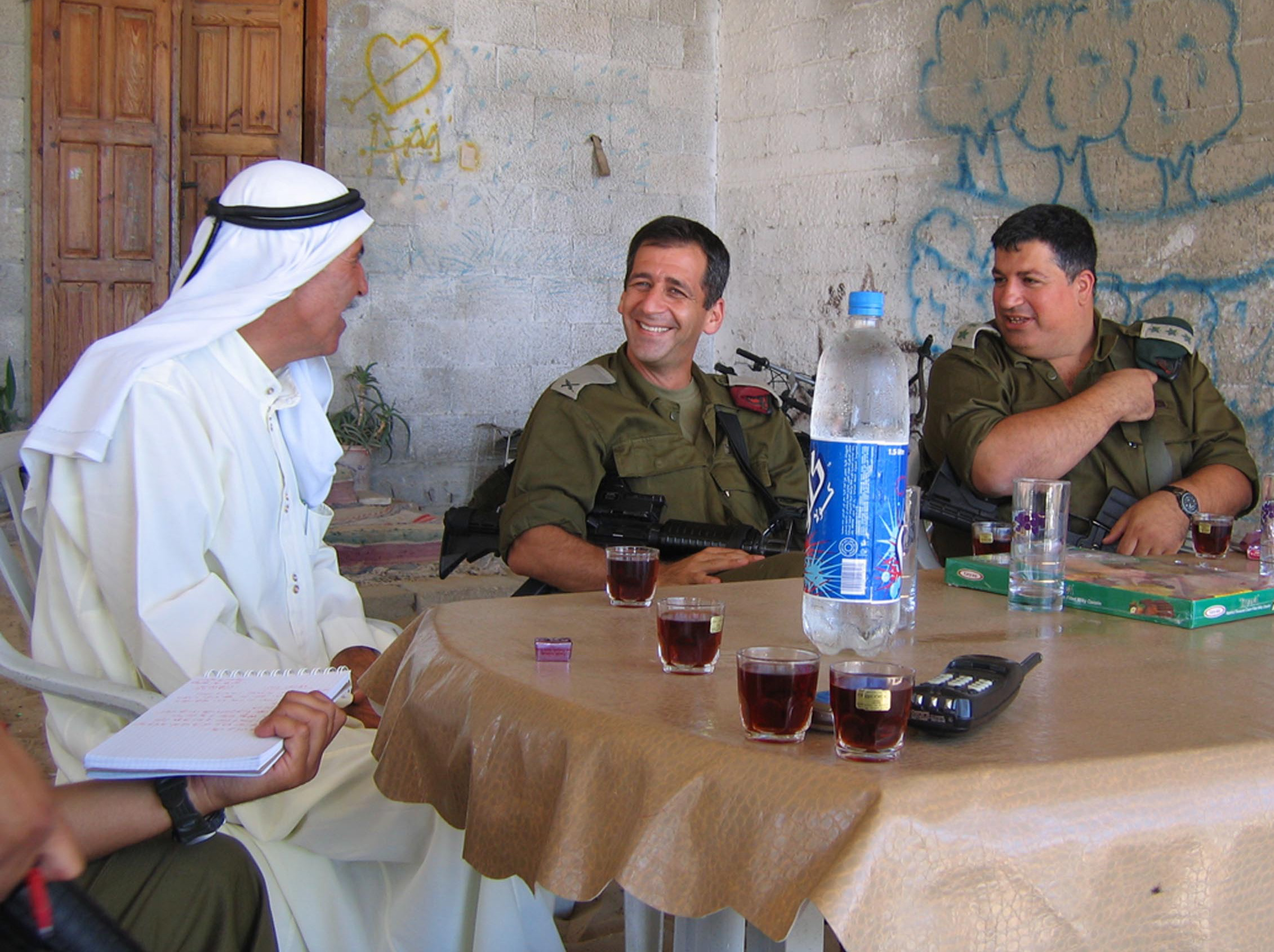
Aviv Kochavi el 2005, reunit amb els Muchtars beduïns per a coordinar l'evacuació de l'exèrcit israelià de gaza.

El 2003, va ser ascendit al grau de general de brigada i nomenat comandant de la 98a Divisió de Paracaigudistes, càrrec que va conservar fins al novembre de 2004. El 30 de novembre d'aquell any va ser nomenat comandant de la Divisió de Gaza, amb la que va dirigir operacions contra el llançament de coets Qassam i la infraestructura dels militants palestins a la Franja de Gaza. Va participar també en l'Operació Pluja d'Estiu de 2006 iniciada arran del segrest del soldat Guilad Shalit. Durant el seu servei com a comandant de la divisió, es va dur a terme el pla de desvinculació el setembre de 2005.
El 2007 va ser nomenat cap de la Divisió d'Operacions del Directori d'Operacions de les FDI, càrrec que va ocupar fins al gener de 2010, temps durant el qual va participar en la planificació de l'Operació Plom Fos. Després d'això, va exercir com a director de projectes al Directori de Planificació.

### Altres tasques

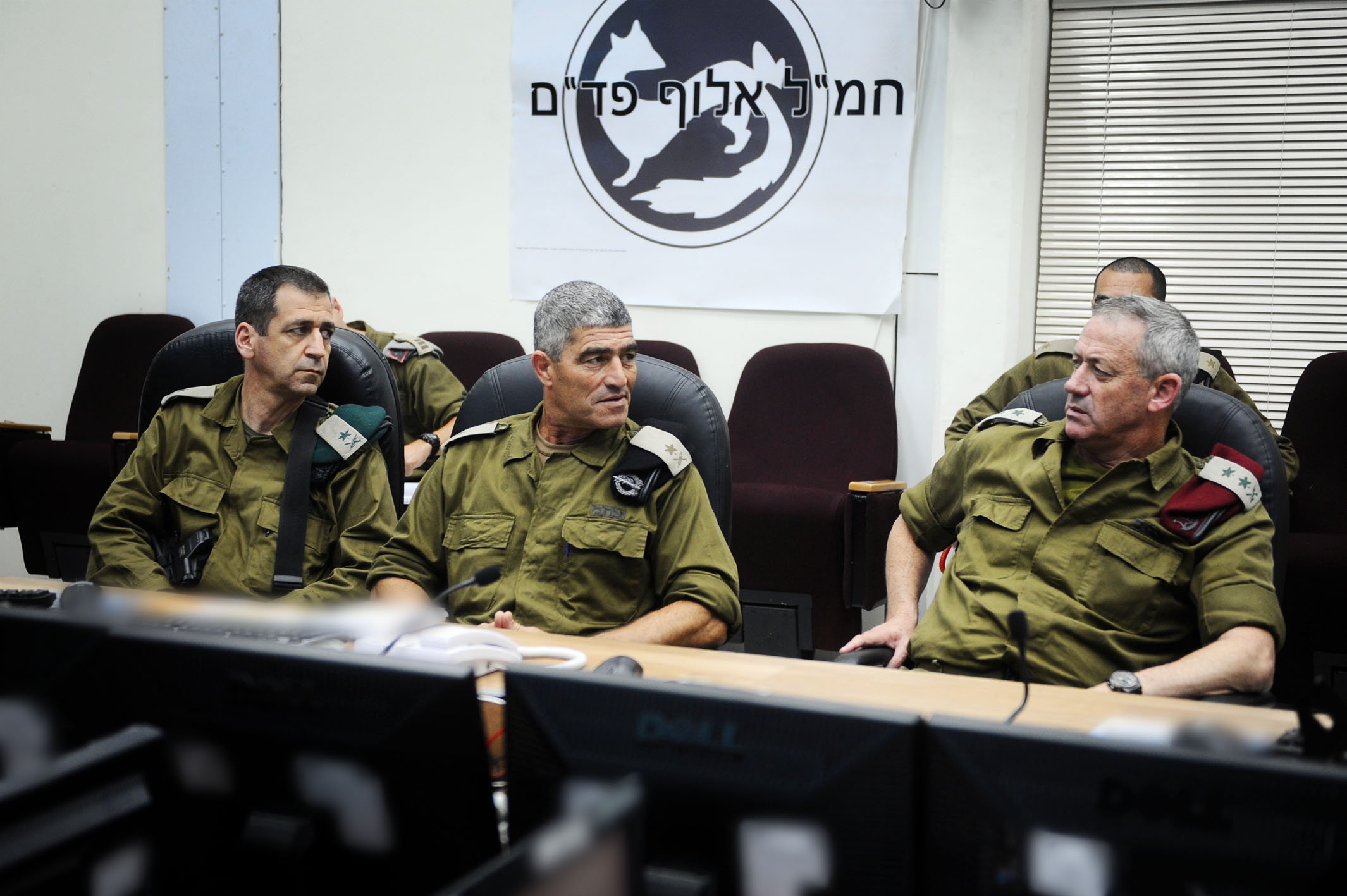
De dreta a esquerra: el Cap d'Estat Major Benny Gantz, el cap del Comandament del sud Tal Russo i el cap del Directori Militar d'Intel·ligència d'Israel Aviv Kochavi, el 2011.

Va exercir el càrrec de cap del Directori Militar d'Intel·ligència d'Israel des del 22 de novembre de 2010. Durant la seva gestió va participar en la planificació de les operacions Pilar Defensiu, Divulgació Completa, Marge Protector i Guardià del Germà.
El novembre de 2014 va ser nomenat comandant del Comandament del Nord. Durant el seu mandat, es va construir la barrera contra Hesbol·là a la frontera amb el Líban, alhora que les forces de comandament van dur a terme activitats per frustrar les infraestructures militants en el territori sirià, juntament amb la promoció d'un projecte de bon veïnatge anomenat Operació Bon Veí a la frontera amb Síria.
L'11 de maig de 2017 va ser nomenat cap adjunt de l'Estat Major de les Forces de Defensa d'Israel. Va ocupar aquest càrrec fins al 13 de desembre de 2018.

### Cap de l'Estat Major
El 26 d'octubre de 2018, el ministre de Defensa Avigdor Lieberman va recomanar el seu nomenament com a 22è Cap de l'Estat Major de les FDI, i va rebre el consentiment del primer ministre Benjamin Netanyahu. El 25 de novembre el govern va aprovar el seu nomenament. El 15 de gener de 2019 va ser ascendit al grau de General de Divisió i va començar el seu servei com a Cap d'Estat Major.
El novembre de 2019, Kochavi va comandar les FDI en l'Operació Cinturó Negre contra la Gihad Islàmica Palestina (PIJ), amb l'assassinat selectiu del comandant superior del PIJ Baha Abu al-Ata a Gaza. També va dirigir l'exèrcit israelià durant l'Operació Guardià dels Murs el maig de 2021.
El ministre de Defensa, Benny Gantz, va anunciar el maig del 2021 que demanaria al govern que aprovés l'ampliació del seu mandat com a Ramatcal un any més, i el juliol el govern va aprovar-ne l'ampliació.